# Salif Mane
Salif Mane, né le 12 décembre 2001 à New York, est un athlète américain spécialiste du triple saut.

## Biographie
Il nait en 2001 à New York de parents d'origine sénégalaise.
Il remporte la médaille d'argent du triple saut lors des Championnats NACAC espoirs de 2023.
Salif Mane remporte les Sélections olympiques américaines d'athlétisme 2024 en juin 2024 à Eugene en établissant un nouveau record personnel avec 17,52 m.

## Palmarès

### International
| Date | Compétition                                                                       | Lieu     | Résultat | Discipline  | Marque  |
| ---- | --------------------------------------------------------------------------------- | -------- | -------- | ----------- | ------- |
| 2023 | Championnats d'Amérique du Nord, d'Amérique centrale et des Caraïbes espoirs (en) | San José | 2e       | Triple saut | 16,49 m |
| 2024 | Jeux olympiques                                                                   | Paris    | 6e       | Triple saut | 17,41 m |

### National
- Championnats des États-Unis d'athlétisme
  - Triple saut : vainqueur en 2024

## Records
| Épreuve     | Marque  | Lieu   | Date         |
| ----------- | ------- | ------ | ------------ |
| Triple saut | 17,52 m | Eugene | 30 juin 2024 |